# 가루

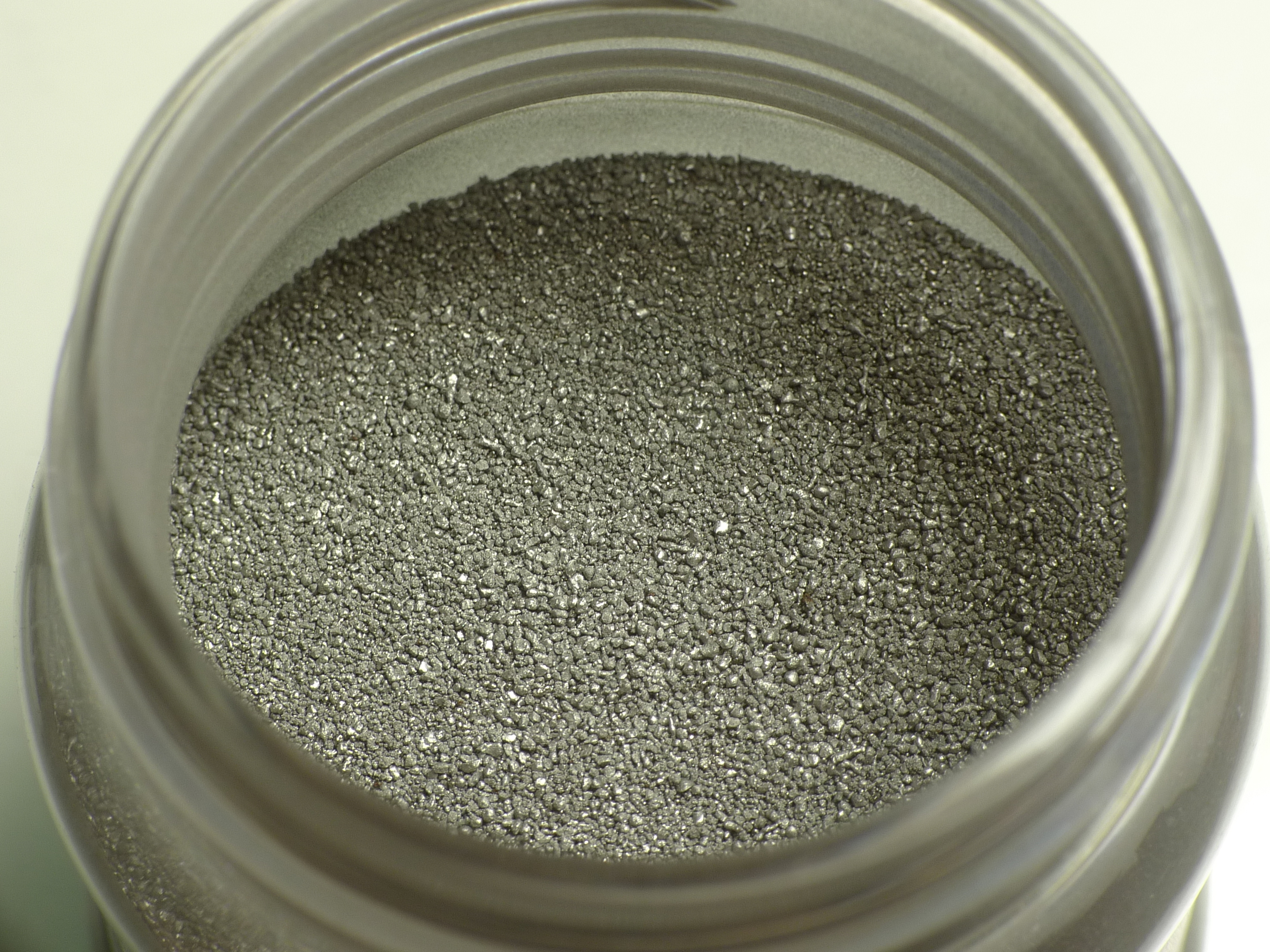
철가루

가루, 파우더(powder), 분말(粉末), 분(粉)은 딱딱한 것을 빻거나 갈아 만든 것이다. 자유롭게 흘러다닐 수 있는 미세입자로 구성된 고체이다. 특히 가루라는 용어는 입자의 크기가 더 미세한 입상물질을 말하며, 유동 시 덩어리가 형성되는 경향이 더 크다. 입상물(granular)은 젖었을 때를 제외하고는 덩어리를 형성하지 않는 거친 입상 물질을 말한다.

## 유형
제조되는 수많은 상품에는 쌀가루, 밀가루, 빵가루, 미숫가루, 녹말가루, 고춧가루, 옥수숫가루(옥수수를 빻아서 만든 가루), 꽃가루, 송화 가루(소나무의 꽃 가루), 가루차(≒말차, 말다) 등이 있다.
그 외에 화약(gunpowder), 백분(화장품의 하나) 등도 포함된다.

## 같이 보기
- 알갱이